# Elke König (Pädagogin)
Elke König (* 29. Januar 1956) ist eine deutsche Lehrerin und ehemalige Präses der Landessynode der Pommerschen Evangelischen Kirche.
Sie wuchs in Krien im damaligen Kreis Anklam auf. Nachdem sie 1973 in Anklam das Abitur abgelegt hatte, studierte sie in Greifswald auf das Lehramt. Nach dem Abschluss als Diplom-Lehrerin für Mathematik und Physik 1977 arbeitete sie bis 1987 als Lehrerin. Anschließend war sie bis 1989 als wissenschaftliche Assistentin an der Universität Greifswald tätig und danach im Kontext der Wende bis 1990 stellvertretende Schulrätin in Greifswald. Von 1991 bis 2018 leitete sie das Studienseminar Greifswald im Landesinstitut für Schule und Ausbildung, später Institut für Qualitätsentwicklung Mecklenburg-Vorpommern.
Anfang der 1990er Jahre wurde sie zur Beisitzerin im Präsidium der Synode der Evangelischen Kirche in Deutschland gewählt, dem sie seit dieser Zeit angehört. Auf der Pommerschen Landessynode 1998 wurde sie zur Präses gewählt. Seit 2006 war sie Vizepräses, ihr Nachfolger als Präses wurde Rainer Dally. Mit der Auflösung der Pommerschen Evangelischen Kirche 2012 übernahm sie als Präses die Leitung im nachfolgenden Pommerschen Kirchenkreis. Der 12. Synode der EKD (2015–2020) und der 13. Synode der EKD (2021–2026) stand bzw. steht sie als Vizepräses vor.
Sie gehörte zu den Autoren der zwischen 1996 und 1998 erarbeiteten Studie „Kirche mit Hoffnung“ zu Leitlinien kirchlicher Arbeit in Ostdeutschland. Außerdem veröffentlichte sie Artikel in verschiedenen pädagogischen Zeitschriften.
Im Jahr 2022 wurde König am Reformationstag von Bischof Tilman Jeremias in der Züssower Zwölf-Apostel-Kirche mit der Bugenhagenmedaille der Nordkirche für ihr ehrenamtliches Engagement ausgezeichnet.

„Durch ihr Engagement stärkt sie das Ehrenamt, aber auch die Stimme der Frauen.“

Elke König ist mit dem ehemaligen Greifswalder Oberbürgermeister Arthur König verheiratet und hat zwei Kinder.